# CLIPS
Il software CLIPS è uno strumento per la creazione di sistemi esperti. CLIPS è l'acronimo per C Language Integrated Production System. La sintassi ed il nome del linguaggio sono ispirati dal linguaggio OPS5 (Official Production System, anche se questa definizione non è ufficiale) e l'algoritmo di riconoscimento di pattern alla base usato è l'algoritmo rete.
CLIPS è probabilmente uno dei più diffusi e usati strumenti per la creazione di sistemi esperti grazie alla sua velocità, efficienza e gratuità. Nonostante sia usato da decenni, è costantemente aggiornato e supportato dall'autore originale, Gary Riley.
CLIPS include un linguaggio object-oriented completo COOL (Complete Object-Oriented Language) per creare sistemi esperti. Sebbene sia  scritto in C, la sua interfaccia assomiglia molto al linguaggio di programmazione LISP. Le estensioni possono essere scritte in C, e il CLIPS può essere chiamato dal C.
Come gli altri linguaggi per sistemi esperti, CLIPS dispone di regole e fatti. Vari fatti possono rendere applicabile una regola. Una regola applicabile asserisce un nuovo fatto. Fatti e regole sono creati per primi definendoli come mostrato di seguito:
```
 
(
deffacts
 
trouble_shooting

     
(
car_problem
 
(
name
 
ignition_key
)
 
(
status
 
on
))

     
(
car_problem
 
(
name
 
engine
)
 
(
status
 
wont_start
))

     
(
car_problem
 
(
name
 
headlights
)
 
(
status
 
work
))

  
)

 
(
defrule
 
rule1

     
(
car_problem
 
(
name
 
ignition_key
)
 
(
status
 
on
))

     
(
car_problem
 
(
name
 
engine
)
 
(
status
 
wont_start
))

      
=>

     
(
assert
 
(
car_problem
 
(
name
 
starter
)
 
(
status
 
faulty
))

  
)

```